# بیمارستان کودکان ناخوش

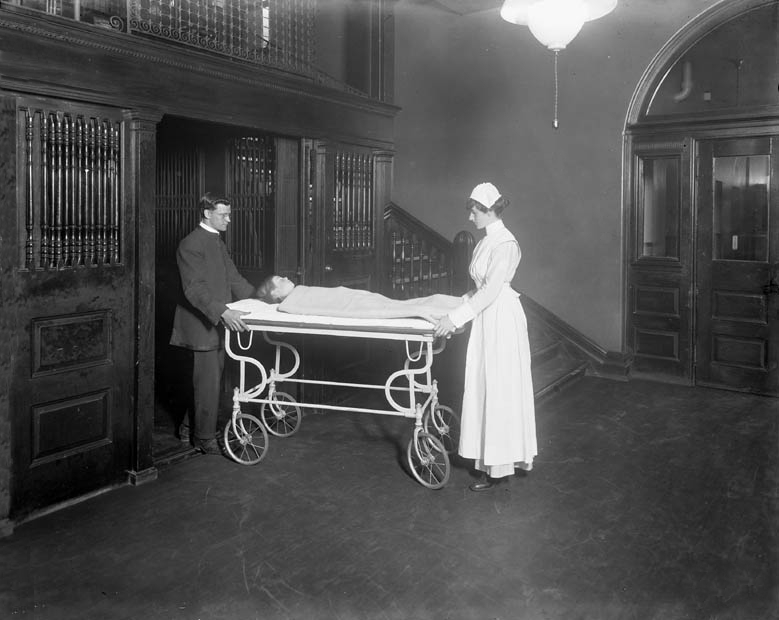
پرستار و خدمه در حال انتقال یک کودک به اتاق عمل، حوالی سال ۱۹۱۵ میلادی.

بیمارستان کودکان ناخوش (انگلیسی: The Hospital for Sick Children) یا به اختصار HSC، که به بیمارستان سیک‌کیدز (SickKids) مشهور است، یک بیمارستان آموزشی در تورنتو کاناداست که به دانشکدهٔ پزشکی دانشگاه تورنتو وابسته است. «مرکز پژوهش و فراگیری پیتر گیلگن» در این بیمارستان، بزرگترین برج پژوهشی بیماری‌های کودکان در جهان با مساحتی بالغ بر ۶۹٬۶۷۷٫۲۸ متر مربع است. این بیمارستان که در سال ۱۸۷۵ برپا شد، در مرکز شهر تورنتو در مجاورت بیمارستان عمومی تورنتو و روبروی بیمارستان ماونت ساینای و مرکز سرطان شاهدخت مارگارت واقع شده و همگی از طریق پل‌های هوایی و تونل‌های زیرزمینی به هم متصل هستند. این بیمارستان در سال ۱۹۵۱ به مکان فعلی خود نقل مکان کرد که زمانی در زمین‌های آن، منزل هنرپیشهٔ کانادایی مری پیکفورد قرار داشت. این بیمارستان از سال ۱۹۷۲ میلادی، دارای یک بالگردنشین (CNW8) است.

## مشارکت‌های پزشکی مهم
بیمارستان سیک‌کیدز، یکی از نخستین پیشگامان ایمنی غذایی و تغذیه است. در سال ۱۹۰۸ میلادی، تأسیسات پاستوریزه کردن شیر در این بیمارستان برپا شد که نخستین نمونه در شهر تورنتو، و ۳۰ سال پیش از آنی بود که پاستوریزه کردن اجباری شود. پژوهش‌گران این بیمارستان پابلوم را که نوعی غذای نوزادان و حاویِ غلات فراوری‌شده بود، ساختند. انسولین که در دانشگاه تورنتو، در نزدیکی این بیمارستان کشف شد، در این مرکز درمانی بر روی بیماران به‌کار گرفته شد. در واقع کاشف انسولین دکتر فردریک بنتینگ، در این بیمارستان دوران کارورزی (انترنی) خود را گذرانده بود و بعدها پزشک معالج در همین بیمارستان گردید. در سال ۱۹۶۳ میلادی، یکی از پژوهش‌گران این بیمارستان به نام ویلیام تورنتون ماستارد، روش جراحی ماستارد را برای رفع و اصلاح عارضهٔ قلبی سندرم کودک آبی ابداع کرد. در سال ۱۹۸۹ میلادی،  پژوهش‌گران این بیمارستان، ژن ایجادکنندهٔ فیبروز سیستیک را کشف کردند.

## آینده
قرار است این بیمارستان تحت بازسازی و توسعه اساسی قرار گیرد و کار جمع‌آوری بودجهٔ ۱٫۳ میلیار دلاری برای این کار تا سال ۲۰۲۲ ادامه خواهد داشت. علاوه بر ساخت یک «مرکز مراقبت از بیماران» در خیابان یونیورسیتی تا سال ۲۰۲۹ و یک ساختمان ۲۲ طبقه به‌عنوان «مرکز پشتیبانی و کمک به بیماران» در خیابان الیزابت تا سال ۲۰۲۲، تالار مرکزی شیشه‌ای هم بازسازی خواهد شد (تا سال ۲۰۳۱): 26–31  و بخشی از بودجه نیز به پژوهش‌های علمی تعلق خواهد گرفت.

## نگارخانه

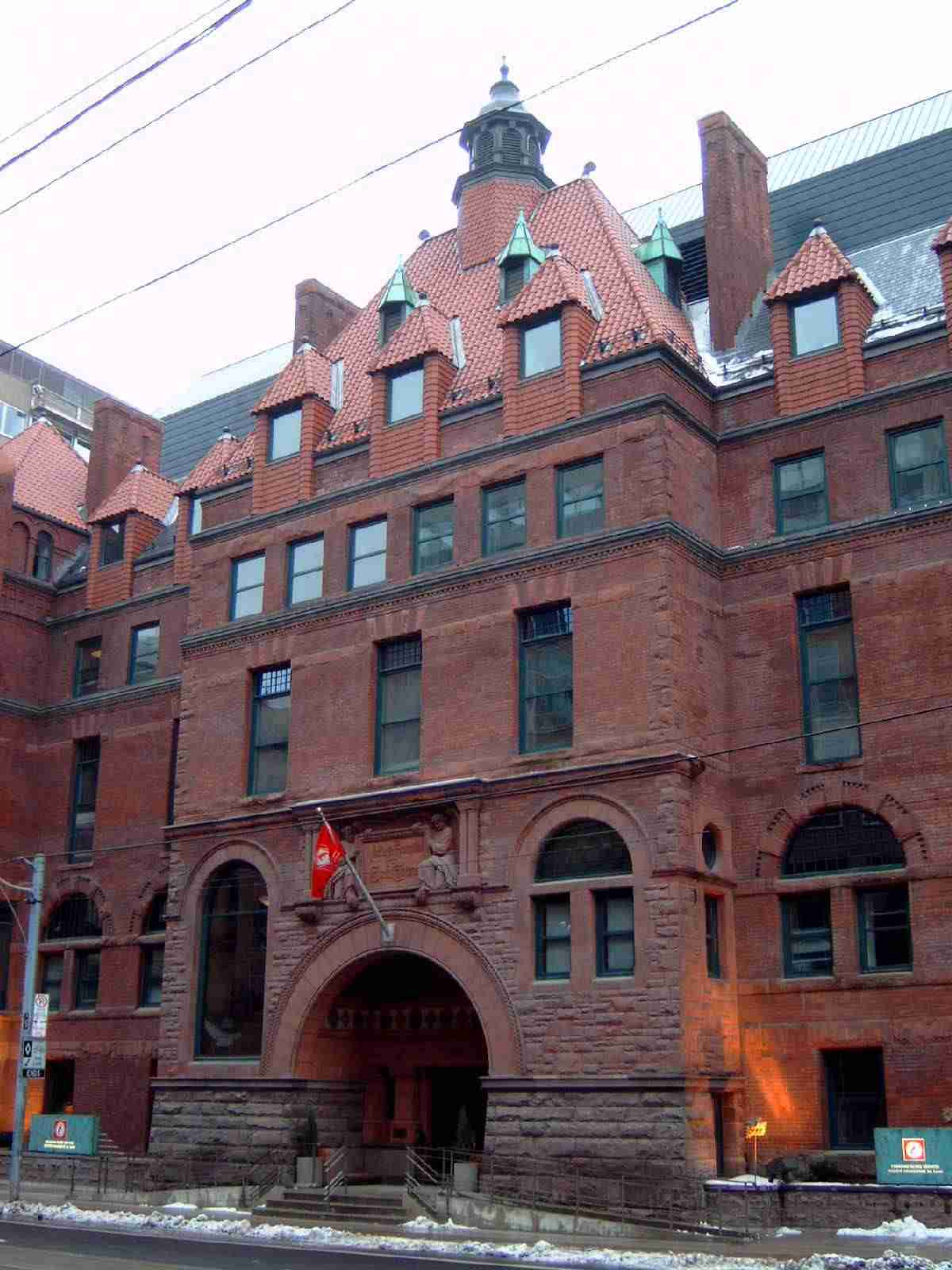
ساختمان قدیمی بیمارستان کودکان ناخوش ویکتوریا.
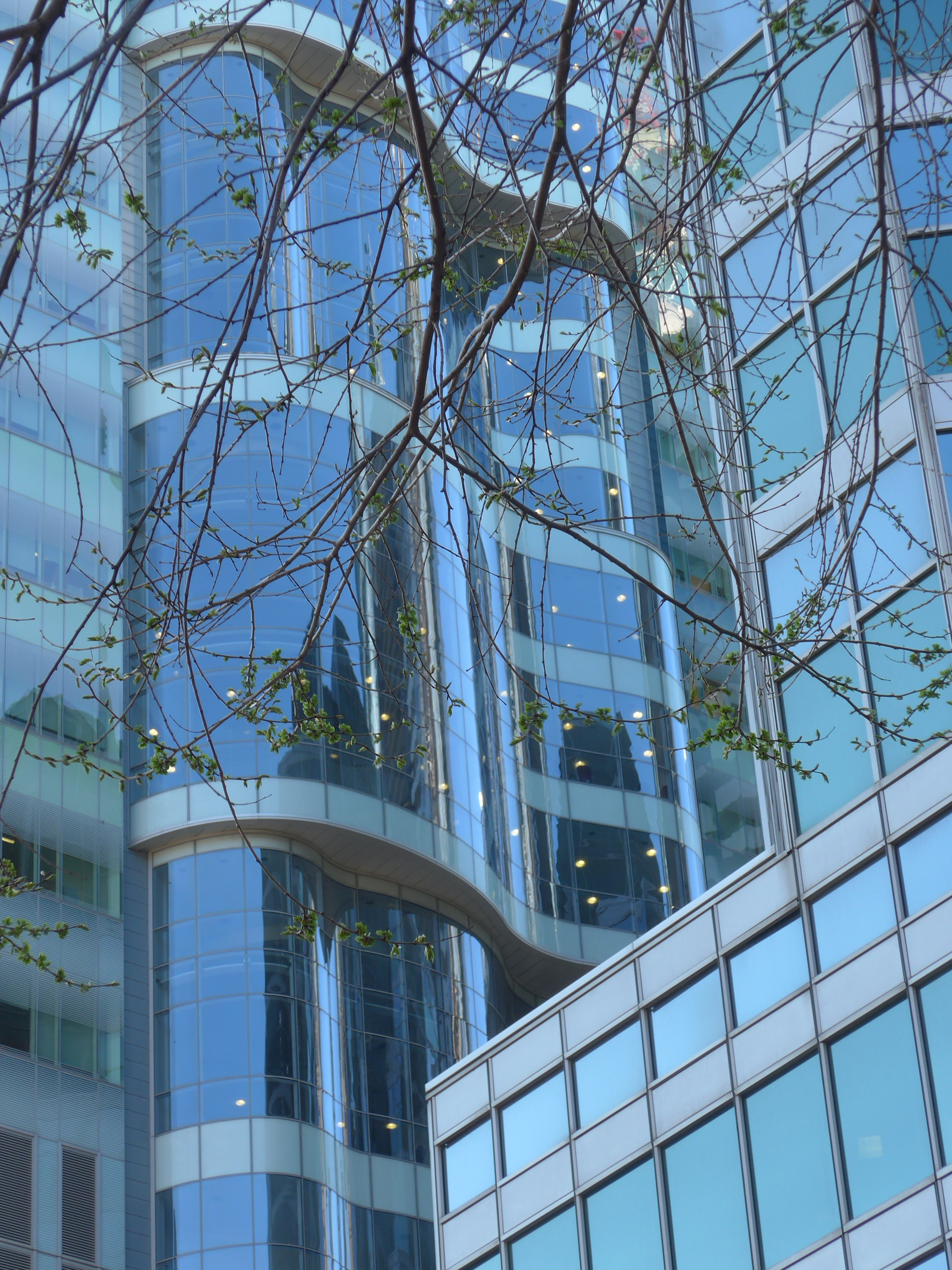
مرکز پژوهش و فراگیری پیتر گیلگن.
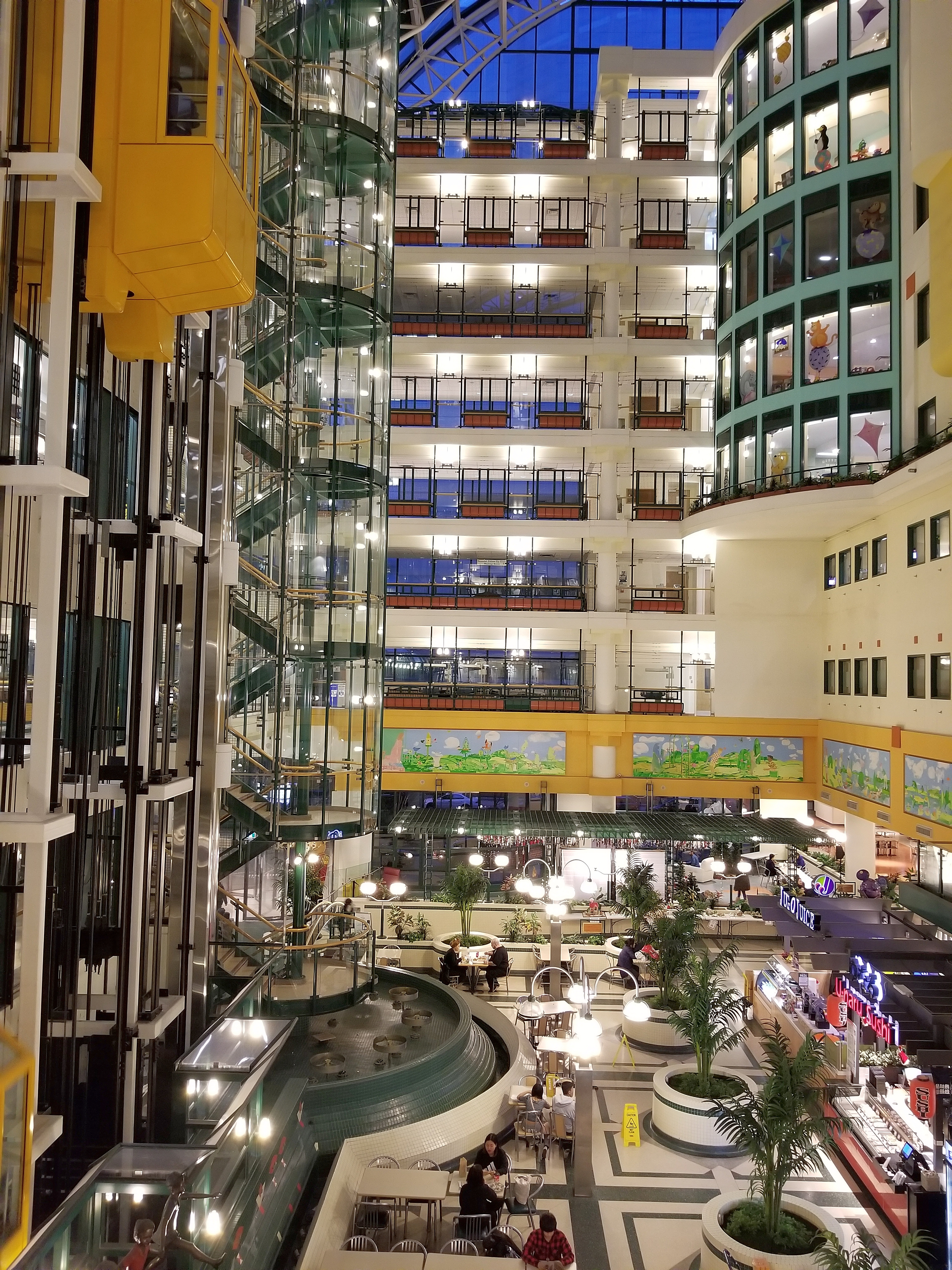
تالار مرکزی شیشه‌ای، طراحی شده توسط ایبرهارد زایدلر.